# Tibetan Terrier

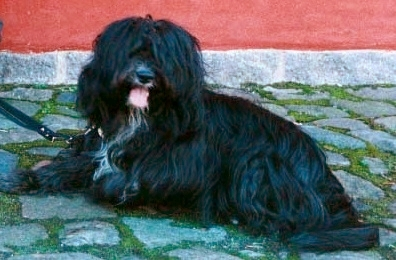
Un esemplare di Tibetan Terrier

Il Tibetan Terrier è una razza canina originaria del Tibet, dove nel corso di molti secoli venne allevata e tenuta in grande considerazione sia dal popolo che dalla nobiltà, che le attribuivano caratteri di cane sacro e portafortuna.
Il suo ruolo era quello di sentinella sia nei villaggi che nei palazzi e nei monasteri; i suoi sensi acuti gli permettevano di percepire e segnalare ogni rumore sospetto, allertando sia gli uomini che i possenti mastini.
Come tutti i cani in quella terra, il Terrier del Tibet non veniva mai venduto, ma offerto a visitatori o amici, in pegno di felicità e di prosperità.
Nel 1920, la dottoressa Agnès Greig introdusse in occidente i primi soggetti di questa razza, che una principessa tibetana le aveva offerto in segno di ringraziamento per le cure mediche ricevute. 

## Caratteristiche
Occorre innanzitutto precisare che il Tibetan terrier, nonostante il nome attribuitogli in occidente, non è affatto un Terrier. Non si tratta infatti di un cane da caccia, ma di un cane da compagnia per eccellenza, privo di aggressività e di istinto predatorio.
Molto naturale nel suo aspetto e nel suo comportamento, è spontaneo, franco, allegro, molto legato a tutta la famiglia. 
È una razza rustica, attiva, perspicace e piena di vivacità.
Il Terrier del Tibet è un piccolo cane (il più grande dei piccoli cani), con il carattere e il temperamento d'un grande, la cui educazione richiede una certa psicologia e fermezza. La sua indole naturale si accompagnerebbe male ad ogni tipo di brutalità.

## Standard
- Aspetto generale: al primo colpo d'occhio deve dare l'impressione di un cane quadrato. La distanza dalla punta della spalla alla coda deve essere uguale all'altezza del garrese. Cane compatto e muscoloso.
- Taglia: da 36 a 41 cm, per un peso che va da 8 a 13 kg.
- Testa: folta, ricca di lunghi peli. Cranio né a cupola né piatto, leggermente ristretto verso l'occhio. Stop moderatamente marcato. Le mascelle formano una curva netta. Leggera barba. Naso nero. Bocca a livello o leggermente ridente.
- Chiusura dei denti: forbice dritta o rovescia.
- Occhi: grandi, scuri, abbastanza distanti, né sporgenti né incavati. Pupille scure.
- Orecchie: pendenti, a forma di V, medie, molto frangiate, non troppo attaccate alla testa.
- Corpo: compatto, vigoroso, folto nella regione della gabbia toracica, reni leggermente arcuate.
- Arti posteriori: muniti di pelo abbondante. Leggermente più lunghi di quelli anteriori. Ginocchio ben angolato e garretti bassi riportano la schiena su una linea orizzontale.
- Arti anteriori: arti paralleli e muniti di pelo abbondante con leggera angolazione dei metacarpi.
- Piedi: grandi, rotondi, forniti di pelo abbondante, anche tra le dita. Le dita dei piedi non devono arcuarsi.
- Coda: di media lunghezza, uscita di coda piuttosto alta, portata arrotolata sopra la schiena. Molto ben sfrangiata. C'è spesso un ricciolo vicino alla punta.
- Movimento: quando cammina o trotta il posteriore si manterrà sulla stessa traiettoria dell'anteriore.
- Pelo: doppio, sottopelo lanoso e sottile, pelo di guardia abbondante, sottile ma non setoso né lanoso, lungo, diritto o ondulato.